# Kim Kielsen

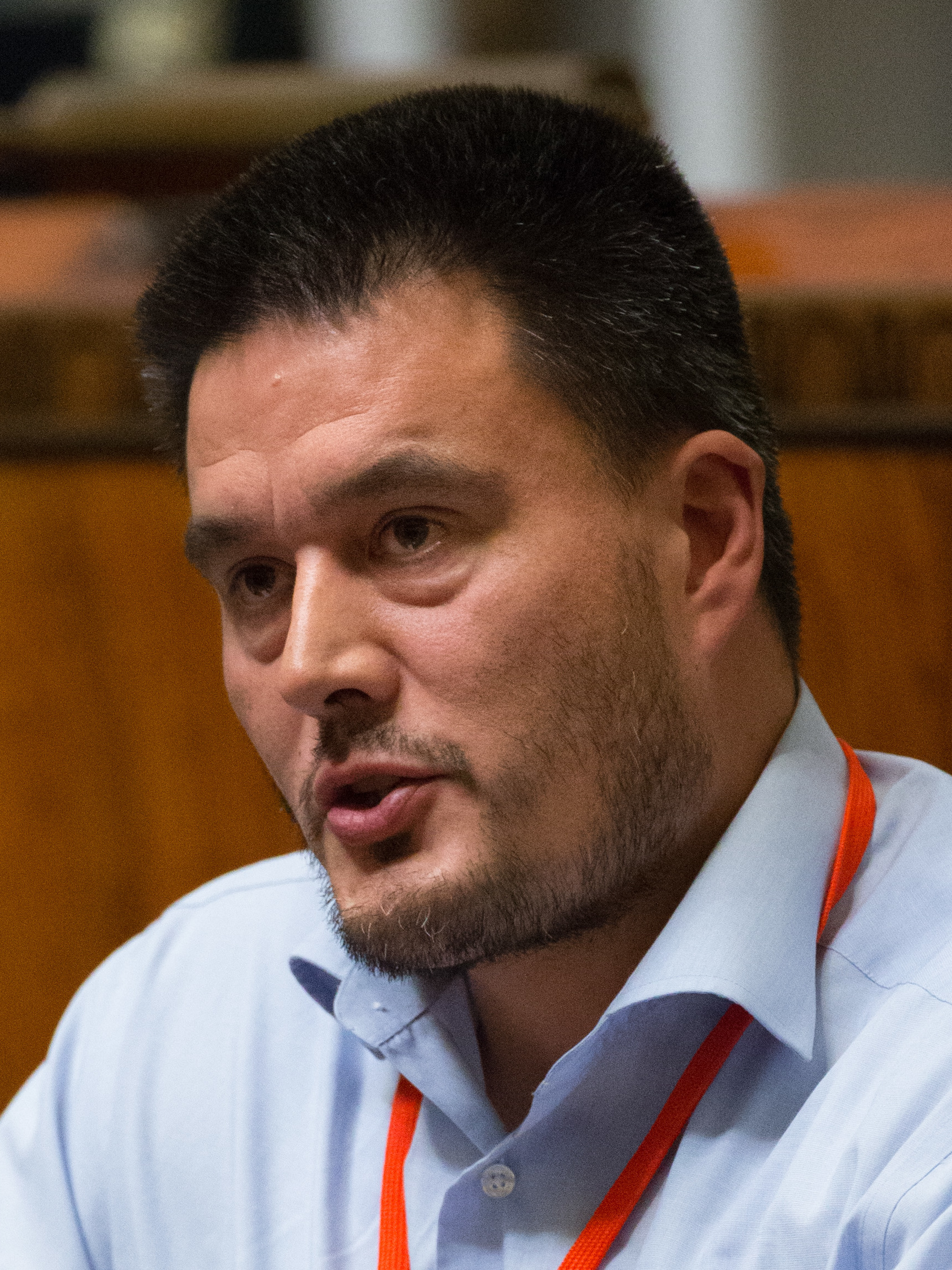
Kim Kielsen (2012)

Kim Marius Kielsen (* 30. November 1966 in Paamiut) ist ein grönländischer Politiker (Siumut). Er war von 2014 bis 2021 Regierungschef Grönlands.

## Leben

### Familie
Kim Kielsen ist der Sohn des Kommunalpolitikers Anders Kielsen (1937–2010), der von 1989 bis 1993 Bürgermeister der Gemeinde Paamiut war, und der Büroassistentin Inge († 2017). Sein Vater war der uneheliche Sohn des dänischen Seemanns Willy Juul Andersen (1911–1981), der im Zweiten Weltkrieg mit seinem Boot an der Rettung der dänischen Juden beteiligt war und auch im norwegischen Porsgrunn dem Widerstand angehörte. Gemeinsam mit seiner Ehefrau Judithe Lorentzen (* 1964), Tochter von Tittus und Marie Lorentzen, hat er zwei Kinder.

### Frühes Leben
1983 begann Kim Kielsen im Alter von 17 Jahren eine Ausbildung zum Schiffsassistenten, die er 1988 abschloss. Anschließend fuhr er als Seemann für KNI. 1993 begann er eine Polizistenausbildung in Nuuk um in die Fußstapfen seines Vaters zu treten, der ebenfalls Polizist war. Ab 1996 war er als Polizist in Upernavik und seiner Heimatstadt Paamiut tätig. 2003 ließ er sich beurlauben, um Koordinator eines Sozialprojekts für Kinder und Jugendliche zu werden.

### Karriere als Minister

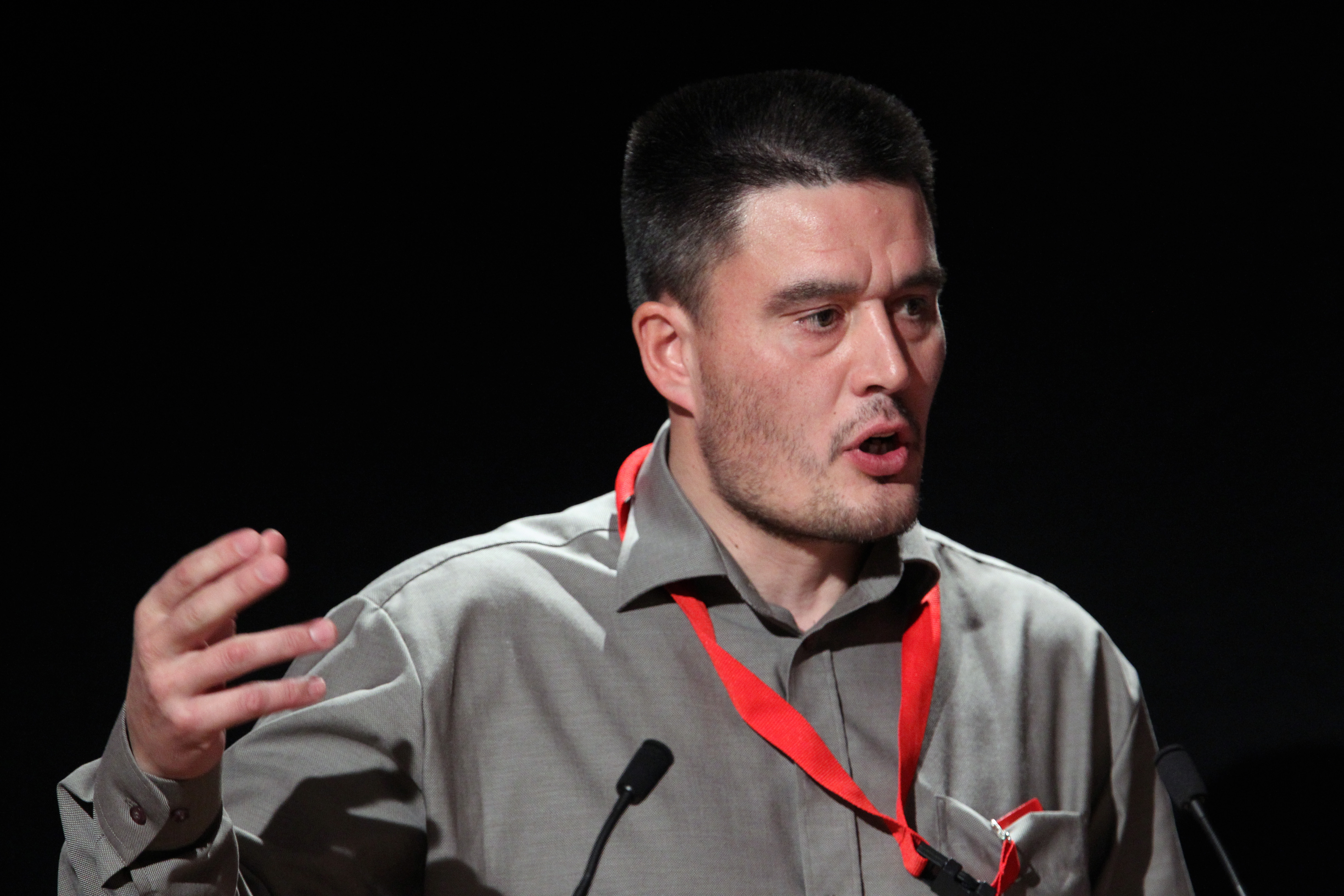
Kim Kielsen (2010)

Bei der Kommunalwahl 2005 wurde er in den Rat der Gemeinde Paamiut gewählt. Zudem kandidierte er bei der Parlamentswahl 2005 und wurde direkt ins Inatsisartut gewählt. Im März 2007 wurde er als Nachfolger des im Januar zurückgetretenen Jørgen Wæver Johansen zum Minister für Wohnungswesen, Infrastruktur und Rohstoffe im Kabinett Enoksen IV ernannt. Er durfte sein Ministerium auch ab Mai 2007 im Kabinett Enoksen V behalten. Bei der Parlamentswahl 2009 wurde er erneut ins Inatsisartut gewählt, ebenso wie 2013. Nach dem Ausscheiden der Ministerin für Wohnungsbau, Natur und Umwelt Miiti Lynge wurde deren Ressort aufgeteilt. Kim Kielsen wurde am 5. November 2013 Minister für Natur und Umwelt sowie ab dem 27. Januar 2014 auch für Nordische Zusammenarbeit im Kabinett Hammond II.

### Erste Amtszeit als Regierungschef
Am 1. Oktober 2014 trat Regierungschefin Aleqa Hammond zurück, während gleichzeitig auch die Atassut die Koalition verließ und einige Minister der Siumut zurücktraten. Es blieben nur vier Minister übrig, die bis zu Neuwahlen die Regierungsgeschäfte übernehmen sollten. Kim Kielsen wurde interim zum Regierungschef für diese Zeit ernannt und leitete fortan das Kabinett Kielsen (interim) und war zudem Minister für Äußeres, Umwelt, Natur, Nordische Angelegenheiten und Wohnungswesen. Am 18. Oktober 2014 wurde er als Nachfolger von Aleqa Hammond zum neuen Parteivorsitzenden der Siumut gewählt.
Bei der Parlamentswahl im Dezember 2014 konnte die Siumut gewinnen und Kim Kielsen bildete anschließend eine Mitte-Rechts-Koalition mit den Demokraatit und der Atassut. Im Kabinett Kielsen I diente er zudem auch als Innenminister.
Im Oktober 2016 zerbrach die Koalition und Kim Kielsen bildete eine neue Mitte-Links-Regierung aus Inuit Ataqatigiit und Partii Naleraq. Im April 2017 übernahm er zudem im Kabinett Kielsen II auch das Natur- und Umweltministerium.

### Zweite Amtszeit als Regierungschef
Bei der Parlamentswahl 2018 erfolgte seine Wiederwahl. Anschließend bildete er im Mai 2018 ein Kabinett mit der Partii Naleraq, der Atassut und der Nunatta Qitornai, wobei er weiterhin auch Natur- und Umweltminister im Kabinett Kielsen III war. Im September desselben Jahres verließ die Partii Naleraq die Regierung und Kim Kielsen handelte eine Minderheitsregierung (Kabinett Kielsen IV) mit Unterstützung der Demokraatit aus. Im April 2019 verließ auch die Atassut die Regierung und Kim Kielsen übernahm ein weiteres Mal das Natur- und Umweltministerium im Kabinett Kielsen V.
Am 12. August 2019 forderte die Mehrheit der Fraktionsmitglieder der Siumut den Rücktritt Kim Kielsens als Parteivorsitzender, was vor allem mit seiner Fischerei- und Jagdquotenpolitik begründet wurde. Ein entsprechender offener Brief wurde von Hermann Berthelsen, Anders Olsen, Nikolaj Jeremiassen, Henrik Fleischer, Laura Táunâjik, Jens Danielsen sowie Minister Erik Jensen unterschrieben. Kim Kielsen lehnte einen Rücktritt tags darauf ab, kündigte jedoch an, beim nächsten Parteitag nicht mehr antreten zu wollen. Am 26. August wurden die Lokalabteilungen der Partei befragt, wobei sich 34 Abteilungen für und 6 Abteilungen gegen Kim Kielsen aussprachen. Nachdem sich Kim Kielsen am 28. August zu den Vorwürfen geäußert hatte, zeigten sich die sieben Unterschreiber weiterhin kritisch. Am 20. September wurde bekanntgegeben, dass sich beide Seiten versöhnt haben.
Nachdem Erik Jensen am 22. November 2019 die Regierung wegen der Differenzen mit Kim Kielsen verlassen hatte, beantragte Hans Enoksen von der Partii Naleraq ein Misstrauensvotum, das von der Koalition und den Demokraatit abgewiesen wurde.
Am 16. Januar 2020 kündigte Kim Kielsen an, entgegen seiner Aussage vom August doch wieder für den Parteivorsitz kandidieren zu wollen. Auch Erik Jensen und Vivian Motzfeldt ließen sich aufstellen. Karl-Kristian Kruse kündigte seine Kandidatur ebenfalls an, zog sie aber wieder zurück, als sich Kim Kielsen am 18. Juni endgültig als Kandidat aufstellen ließ. Der Parteitag sollte eigentlich vom 8. bis zum 10. Juli 2020 stattfinden, wurde dann aber wegen der Coronaviruspandemie erst auf den 10. Juli verkürzt, dann in den September verschoben und schließlich abgesagt. Vorausgegangen war am 14. August ein öffentlicher Rücktrittsaufruf der Opposition an Kim Kielsen, die seine Coronapolitik für undurchsichtig hielten und angaben, dass der Parteitag offenbar von den von der Regierung verhängten Restriktionen ausgenommen sei. Kim Kielsen stritt die Vorwürfe ab.
Im Mai 2020 traten die Demokraatit in die Regierung ein und Kim Kielsen bildete sein nunmehr sechstes Kabinett.
Am 3. Juni 2020 wurde bekannt, dass Kim Kielsen sein Boot an einen Freund vermietet hatte, der damit Steinbeißer fischen fuhr und so 27.000 Kronen (rund 3600 Euro) verdiente. Zugleich hatte Kim Kielsen dafür gestimmt, die Steinbeißerquote zu erhöhen. Die Inuit Ataqatigiit warf ihm daraufhin Befangenheit und Machtmissbrauch vor, was dieser abstritt. Experten widersprachen ihm jedoch. Am 17. Juli wurde bekannt, dass sein Boot keine Zulassung für die Erwerbsfischerei hat. Kim Kielsen beauftragte die dänische Kammeranwaltschaft Poul Schmith mit einer Untersuchung des Falls. Am 22. Juli legte sie das Ergebnis vor, dass Kim Kielsen nicht befangen war. Daraufhin untersuchte auch der Revisionsausschuss des Parlaments unter dem Vorsitz Erik Jensens die Angelegenheit. Am 7. September legte der Ausschuss sein Untersuchungsergebnis vor und drückte die stärkste mögliche Kritik am Verhalten Kim Kielsens aus. Darüber hinaus wurde darauf hingewiesen, dass der Ausschuss wichtige Unterlagen trotz Aufforderung nicht ausgehändigt bekommen hatte. Kim Kielsen und der Vorsitzende der Demokraatit, Jens Frederik Nielsen, gaben an das Untersuchungsergebnis zur Kenntnis genommen zu haben. Ende September wurde bekannt, dass die Anwaltskanzlei für ihre Untersuchung eine Rechnung in Höhe von über 180.000 Kronen (rund 24.200 Euro) ausgestellt hat. Zugleich wurde veröffentlicht, dass der Dienstwagen von Kim Kielsen zwischen 2015 und 2019 Steuergelder in Höhe von knapp 700.000 Kronen (rund 92.000 Euro) verbraucht hatte. Am 8. Oktober stellte Aqqalu Jerimiassen von der Atassut während einer Debatte über die Angelegenheit ein Misstrauensvotum gegen Kim Kielsen, das mit 14:13 Stimmen abgelehnt wurde. Erik Jensen und Henrik Fleischer enthielten sich. Vivian Motzfeldt gab an, nur deswegen entgegen ihrer ursprünglichen Absicht für Kim Kielsen gestimmt zu haben, weil dieser ihr zuvor zugesichert hatte, weitere Unterlagen dem Revisionsausschuss zukommen zu lassen, der daraufhin eine erneute Untersuchung des Steinbeißerskandals begann, deren Ergebnis noch aussteht.
Die Wahl um den Parteivorsitz zwischen Kim Kielsen, Erik Jensen und Vivian Motzfeldt wurde schließlich final für den 29. November 2020 anberaumt. Kim Kielsen musste sich dabei im zweiten Wahlgang mit 32:39 Stimmen gegen Erik Jensen geschlagen geben. Dies bedeutete, dass seit der Umfrage im Jahr zuvor ein großer Teil der Lokalabteilungen das Vertrauen in ihn verloren hatte.

### Nach der Zeit als Regierungschef
Bei der Parlamentswahl 2021 verlor die Siumut die Macht an die Inuit Ataqatigiit und Múte B. Egede löste Kim Kielsen am 23. April 2021 als Regierungschef ab. Allerdings war es Kim Kielsen bei der Wahl gelungen, deutlich mehr Stimmen als der Parteivorsitzende Erik Jensen zu erhalten.
In der zweiten Jahreshälfte ließ er sich an der Seefahrtsschule in Paamiut zum Schiffsoffizier ausbilden, wofür er sich im Parlament beurlauben ließ.
Am 5. April 2022 ging die Inuit Ataqatigiit eine Koalition mit der Siumut ein, wobei sich beide Parteien unter anderem einig wurden, dass die Siumut den Parlamentsvorsitz zurückerhält. Daraufhin wurde Kim Kielsen zum Parlamentspräsidenten ernannt.
Am 30. Juli 2023 kandidierte er erneut als Parteivorsitzender gegen Erik Jensen und die Folketingsabgeordnete Aki-Matilda Høegh-Dam, erhielt aber mit 13 Stimmen die wenigsten der drei Kandidaten, während Erik Jensen sich im ersten Wahlgang mit absoluter Mehrheit durchsetzte.
Am 22. September 2023 wurde er von Mimi Karlsen als Parlamentspräsident abgelöst, um stattdessen drei Tage später den Posten als Fischerei- und Jagdminister vom zurückgetretenen Karl Tobiassen im Kabinett Egede II annehmen zu können. Als Fischereiminister setzte er das neue sehr umstrittene Fischereigesetz durch. Das vorherige Gesetz aus dem Jahr 1996 sollte eigentlich bereits seit 20 Jahren erneuert werden, hatte aber immer wieder politische Konflikte ausgelöst. Er hatte seinen Rücktritt angekündigt, sofern der Gesetzesvorschlag abgewiesen werden sollte. Am 10. Mai 2024 stellte die Opposition ein Misstrauensvotum, das abgewiesen wurde. Am 16. Mai wurde das Gesetz schließlich beschlossen.
Bei der Parlamentswahl 2025 wurde er erneut ins Inatsisartut gewählt, wobei er knapp die zweitmeisten Stimmen hinter dem Parteivorsitzenden Erik Jensen erhielt. Er gewann zudem einen Platz im Kommunalrat der Kommuneqarfik Sermersooq bei der Kommunalwahl 2025.

## Auszeichnungen
Kim Kielsen erhielt am 17. September 2014 den Nersornaat in Gold. 2018 wurde er zum Ritter des Dannebrogordens ernannt.